# Иванов, Михаил Иванович (лётчик-штурмовик)
Михаил Иванович Иванов (1919 — 1996) — майор Советской Армии, участник Великой Отечественной войны, Герой Советского Союза (1945).

## Биография
Михаил Иванов родился 4 сентября 1919 года в деревне Холм (ныне — Новодугинский район Смоленской области). В 1937 году переехал в Москву, работал электриком на автозаводе, одновременно занимался в аэроклубе. В 1940 году Иванов был призван на службу в Рабоче-крестьянскую Красную Армию. В 1941 году он окончил Борисоглебскую военную авиационную школу пилотов. С августа 1943 года — на фронтах Великой Отечественной войны.
К концу марта 1945 года старший лейтенант Михаил Иванов командовал звеном 657-го штурмового авиаполка 196-й штурмовой авиадивизии 4-го штурмового авиакорпуса 4-й воздушной армии 2-го Белорусского фронта. К тому времени он совершил 100 боевых вылетов на штурмовку и бомбардировку скоплений боевой техники и живой силы.
Указом Президиума Верховного Совета СССР от 18 августа 1945 года старший лейтенант Михаил Иванов был удостоен высокого звания Героя Советского Союза с вручением ордена Ленина и медали «Золотая Звезда».
После окончания войны Иванов продолжил службу в Советской Армии. В 1948 году он окончил Краснодарскую высшую школу штурманов. В 1958 году в звании майора Иванов был уволен в запас. Проживал в Москве, работал начальником штаба гражданской обороны Кунцевского райпищеторга. Умер 9 мая 1996 года. Похоронен на Рублёвском кладбище в Москве.
Был также награждён двумя орденами Красного Знамени, двумя орденами Отечественной войны 1-й степени, двумя орденами Отечественной войны 2-й степени, орденом Красной Звезды, рядом медалей.